# Cesonia irvingi
Espèce
Synonymes
- Herpyllus australis Fox, 1938 nec Holmberg, 1881
- Herpyllus irvingi Mello-Leitão, 1944

Statut de conservation UICN

 DD  : Données insuffisantes
Cesonia irvingi est une espèce d'araignées aranéomorphes de la famille des Gnaphosidae.

## Distribution
Cette espèce est endémique des Caraïbes. Elle se rencontre à Cuba, aux Bahamas dans les îles Bimini et aux États-Unis dans les Keys en Floride,.

## Description
Le mâle décrit par Platnick et Shadab en 1980 mesure 4,39 mm et les femelles de 5,51 à 7,81 mm.

## Étymologie
Cette espèce est nommée en l'honneur d'Irving Fox.

## Publications originales
- Mello-Leitão, 1944 : Descripcion de Barbiellinia hirsuta n. g. n. sp. y notas de nomenclatura. Comunicaciones zoologicas del Museo de Historia natural de Montevideo, vol. 1, n. 21, p. 1-4 (texte intégral).
- Fox, 1938 : Notes on North American spiders of the families Gnaphosidae, Anyphaenidae and Clubionidae. Iowa State College Journal of Science, vol. 12, p. 227-243